# Ansonia fuliginea
Ansonia fuliginea é uma espécie de anfíbio da família Bufonidae.

## Distribuição
Esta espécie é endêmica da ilha de Bornéu, encontrada em alturas que variam de 1500 e 3050m nas florestas do Monte Kinabalu, e no estado malaio de Sabá.